# Efteling
Efteling es el parque temático más grande de los Países Bajos. Abierto desde el año 1952, está localizado en el municipio de Loon op Zand, en la provincia de Brabante Septentrional. Con 5,4 millones de visitantes durante el año 2018, es el más visitado del país y el tercero de Europa.
Originalmente, era un parque temático centrado en los cuentos de hadas. Sin embargo, a lo largo de sus más de cincuenta años de historia, ha ido creciendo hasta convertirse en un gran parque temático.

## Historia
Efteling abrió oficialmente sus puertas el 31 de mayo de 1952, cuando Het Sprookjesbos ("Bosque de Cuento de Hadas"), diseñado por el ilustrador Anton Pieck fue declarado abierto. Sin embargo, previamente a esta fecha, en 1950 ya se había constituido la Stichting Natuurpark de Efteling ("Fundación Parque Natural Efteling"). Por otra parte, hasta 1953 no fue declarado «abierto» oficialmente por el Gobierno neerlandés.

## Diseño
El éxito de Efteling ha sido atribuido a los detalles de diseño y la propia arquitectura del parque, así como el agradable entorno en el que está ubicado. Además, desde el comienzo de su creación, no se escatimó económicamente en la construcción del parque, rechazándose el empleo de materiales de obra baratos, o construcciones de baja calidad.
Pieck trabajó como jefe de diseño en Efteling hasta mediados de 1970, año en el que fue sustituido por el joven Ton van de Ven. Este estuvo previamente trabajando para Pieck en Efteling.
Efteling está dividido en tres secciones: el parque temático (1952), el Hotel Efteling de cuatro estrellas (1992), un campo de golf de dieciocho hoyos (1995), Bosrijk, una estación de vacaciones con bungalós (2009) y Loonsche Land, hotel y estación de vacaciones (2017).

## Áreas temáticas y atracciones
El parque temático de Efteling ocupa aproximadamente unas 72 hectáreas, y está dividido en cinco áreas temáticas o reinos ; cuatro que originalmente se distinguían con los nombres de los puntos cardinales. Sin embargo, tras la reestructuración del año 1990, también se cambiaron los nombres de dichos reinos: Norte se llamó Reizenrijk; Oeste, Marerijk; Este, Ruigrijk; y Sur, Anderrijk. En 2017, con la apertura de Symbolica, toda la zona de acceso y el paseo principal del parque hasta Symbolica, con esta incluida, pasó a formar su propia área temática, llamada Fantasierijk.
Todo el parque temático está construido en una zona rural, en la que se encuentran numerosos jardines y árboles (principalmente pinos).

### Reino misterioso (Anderrijk)
- Fabula
- Fata Morgana
- Max & Moritz
- Piraña
- Spookslot

### Reino de la fantasía (Fantasierijk)
- Symbolica

### Reino de la magia (Marerijk)
- Anton Pieck Plein
- Diorama
- Droomvlucht
- Museo Efteling
- Kindervreugd
- Monorail
- Bosque de los cuentos (Sprookjesbos). Están representados los siguientes cuentos:
  - Blancanieves (Sneeuwwitje)
  - Caperucita Roja (Roodkapje)
  - El dragón chiflado (Draak Lichtgeraakt)
  - El enano saltarín (Repelsteeltje)
  - El jardinero y el faquir (De tuinman en de fakir)
  - El lobo y las siete cabritillas (De wolf en de zeven geitjes)
  - El pequeño mensaje (Kleine Boodschap)
  - El príncipe rana (De kikkerkoning)
  - El reloj mágico (De magische klok)
  - El rey troll (De trollenkoning)
  - El ruiseñor (De Chinese nachtegaal)
  - El traje nuevo del emperador (De nieuwe kleren van de keizer)
  - El vestido de novia de Genoveva (Het Bruidskleed van Genoveva)
  - Hansel y Gretel (Hans en Grietje)
  - La Bella Durmiente (Doornroosje)
  - La Cenicienta (Assepoester)
  - La mesa, el asno y el bastón maravillosos (Tafeltje dek je, ezeltje strek je en knuppel uit de zak)
  - La pequeña cerillera ([Het meisje met de zwavelstokjes)
  - La princesa traviesa (Het stoute prinsesje/De sprekende papegaai)
  - La sirenita (De kleine Zeemeermin)
  - Las zapatillas rojas (De rode schoentjes)
  - Los gnomos (Kabouterdorp)
  - Los nenúfares indios (De Indische waterlelies)
  - Los seis cisnes (De zes zwanen)
  - Los seis criados (De zes dienaren)
  - Madre Nieve (Vrouw Holle)
  - Pinocho (Pinokkio)
  - Pulgarcito (Klein duimpje)
  - Rapunzel (Raponsje)
- El árbol de los cuentos de hadas (Sprookjesboom)
- Stoomcarrousel
- Stoomtrein
- Villa Volta
- Volk van Laaf

### Reino de la aventura (Reizenrijk)
- Avonturendoolhof
- Carnaval Festival
- Gondoletta
- Kleuterhof
- Monsieur Cannibale
- Pagode
- Vogel Rok

### Reino salvaje (Ruigrijk)
- Baron 1898
- De Oude Tufferbaan
- De Vliegende Hollander
- Game Gallery
- Halve Maen
- Joris en de Draak
- Kinderspoor
- Polka Marina
- Python
- Stoomtrein Ruigrijk

## Premios
- En 1972 Efteling se convirtió en el primer parque de atracciones en recibir el premio turístico Pomme d'Or ('Manzana de Oro' en español).[2]
- En 1992 recibió el Aplause Award de la IAAPA, al ser considerado el mejor parque temático del mundo.
- En 1997 se otorgó a la atracción Villa Volta el premio de Themed Entertainment Association.
- En 2005 fue el parque entero el que recibió el premio de Themed Entertainment Association.

## Galería

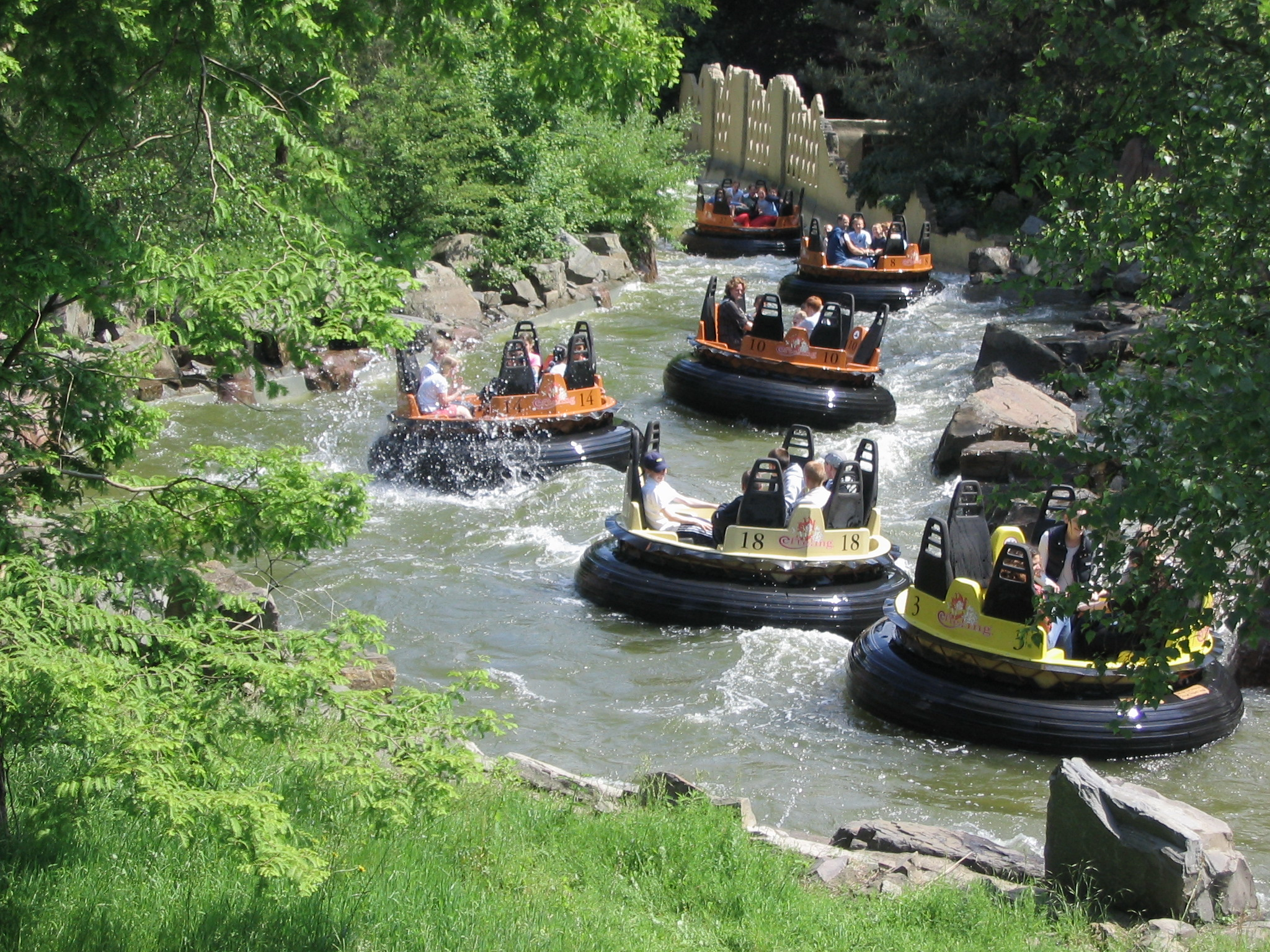
Piraña
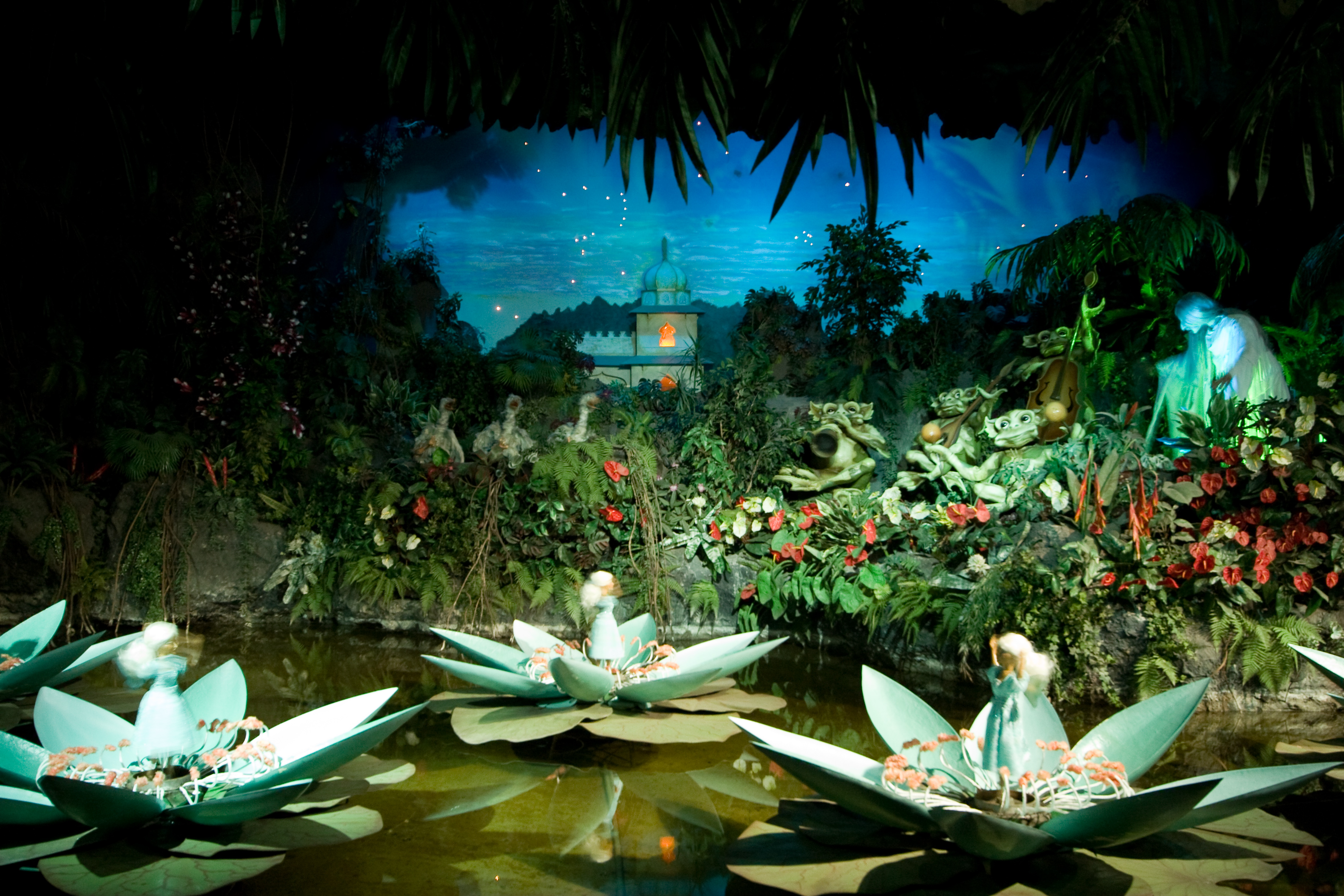
De Insdische Waterlelies
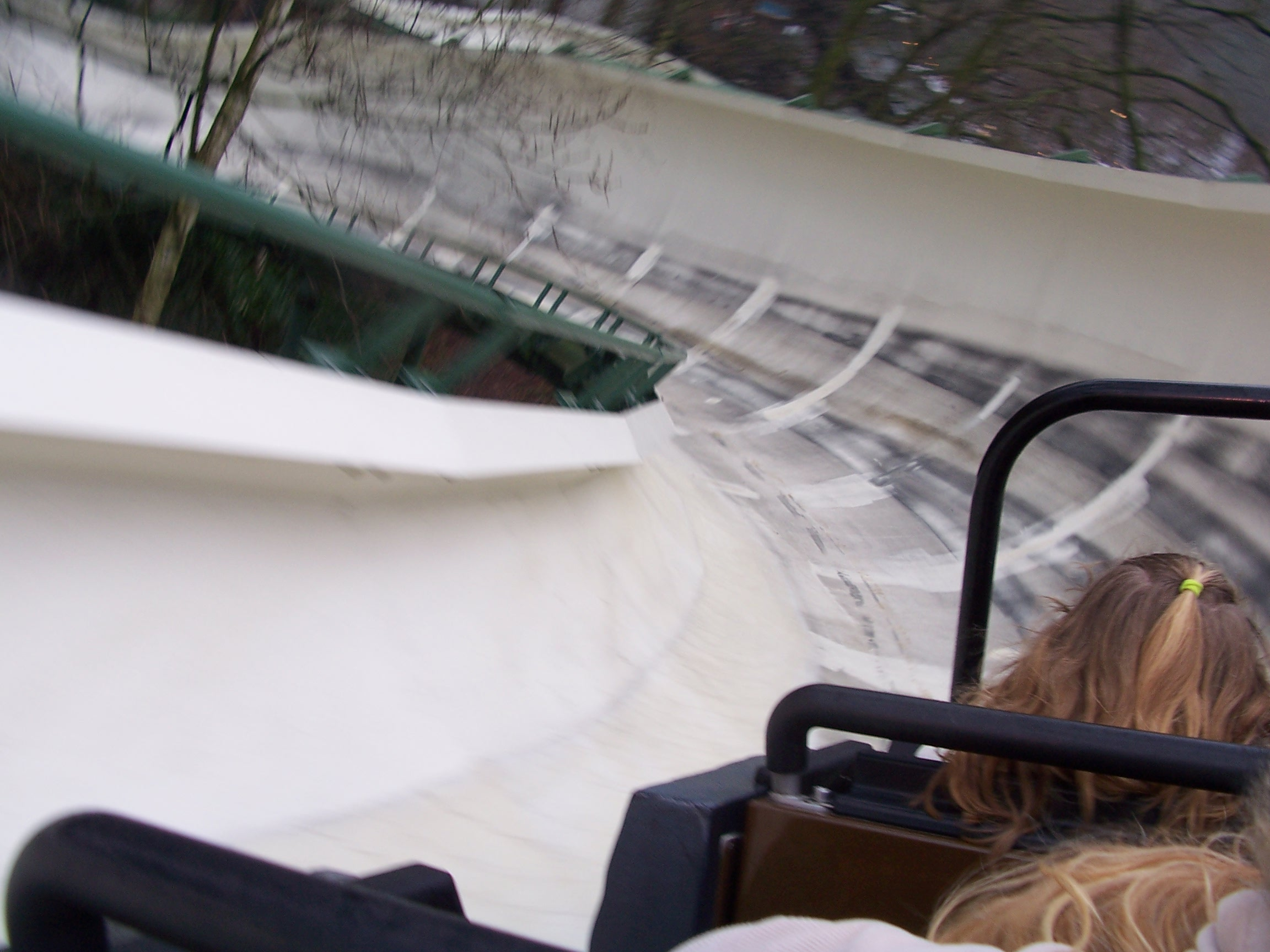
Bob
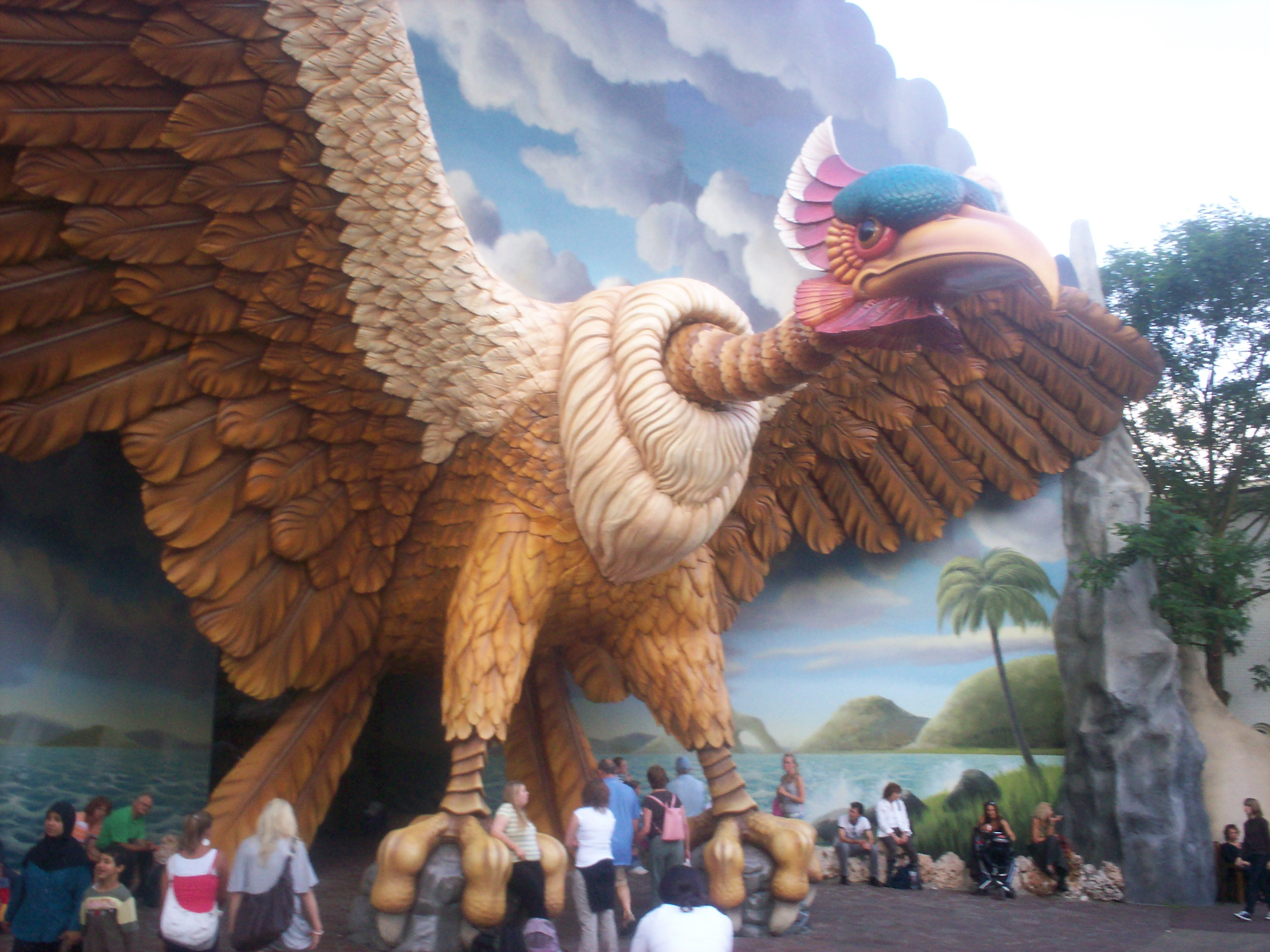
Vogel Rok
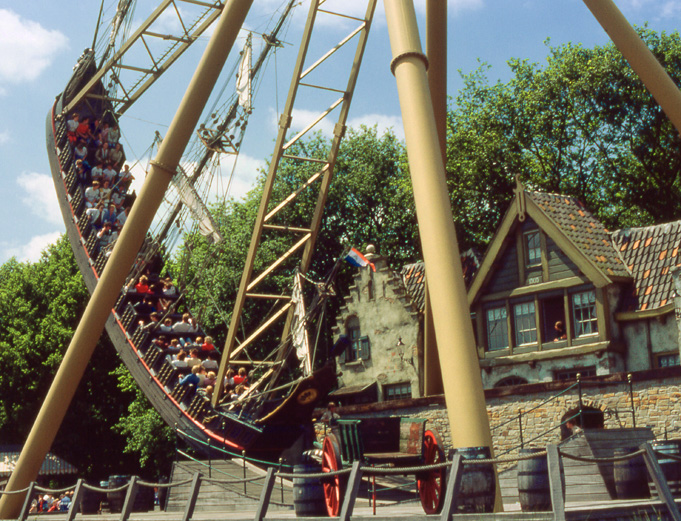
Halve Maen
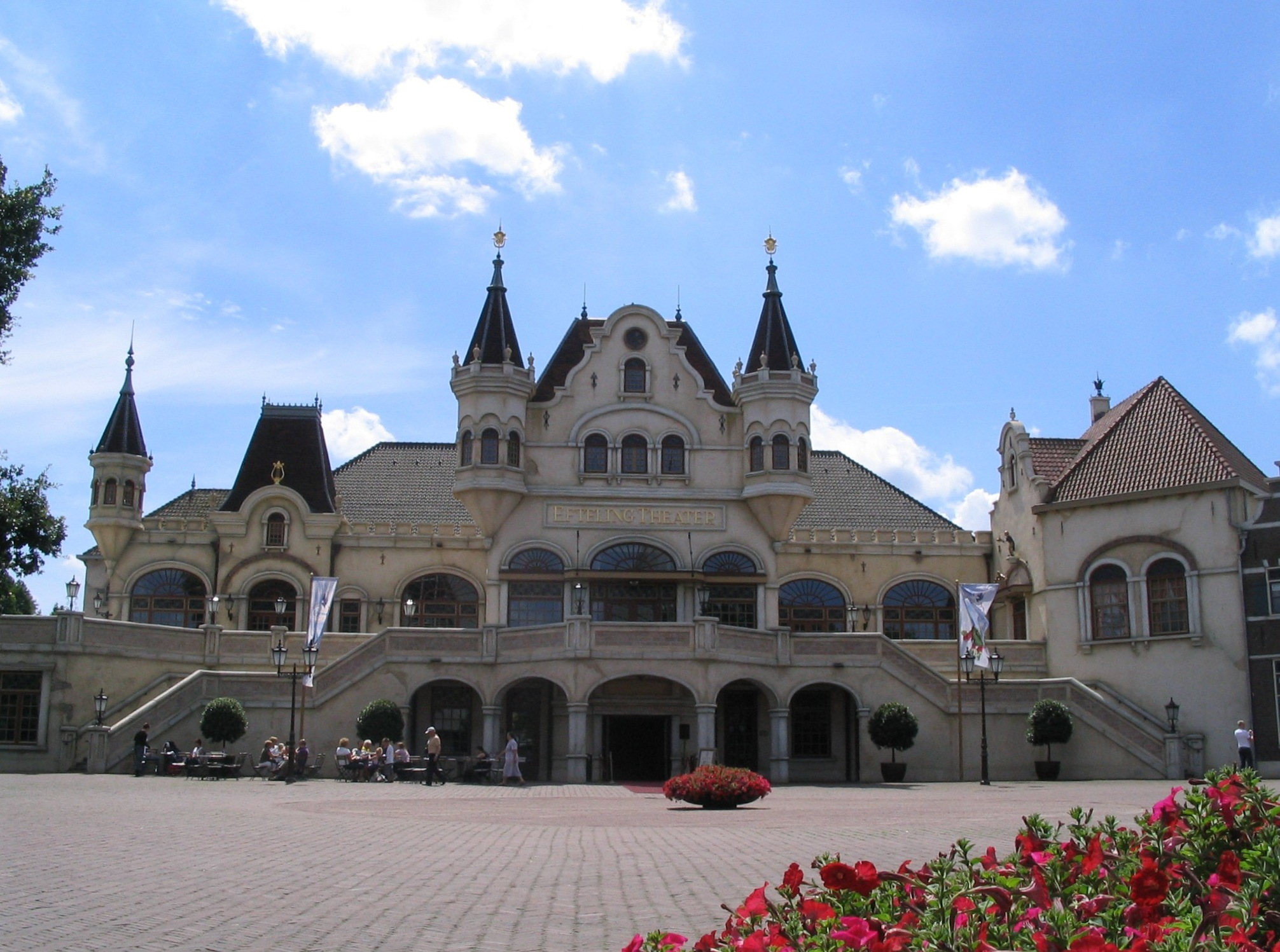
Efteling Theater
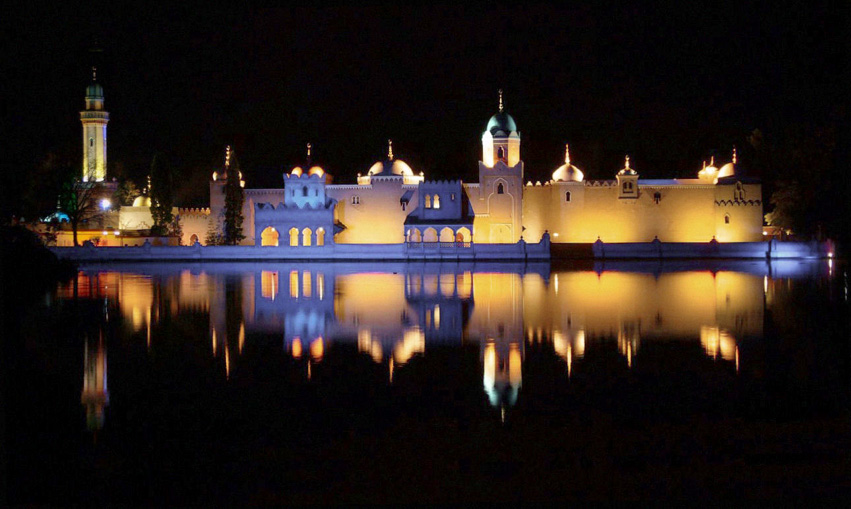
Fata Morgana
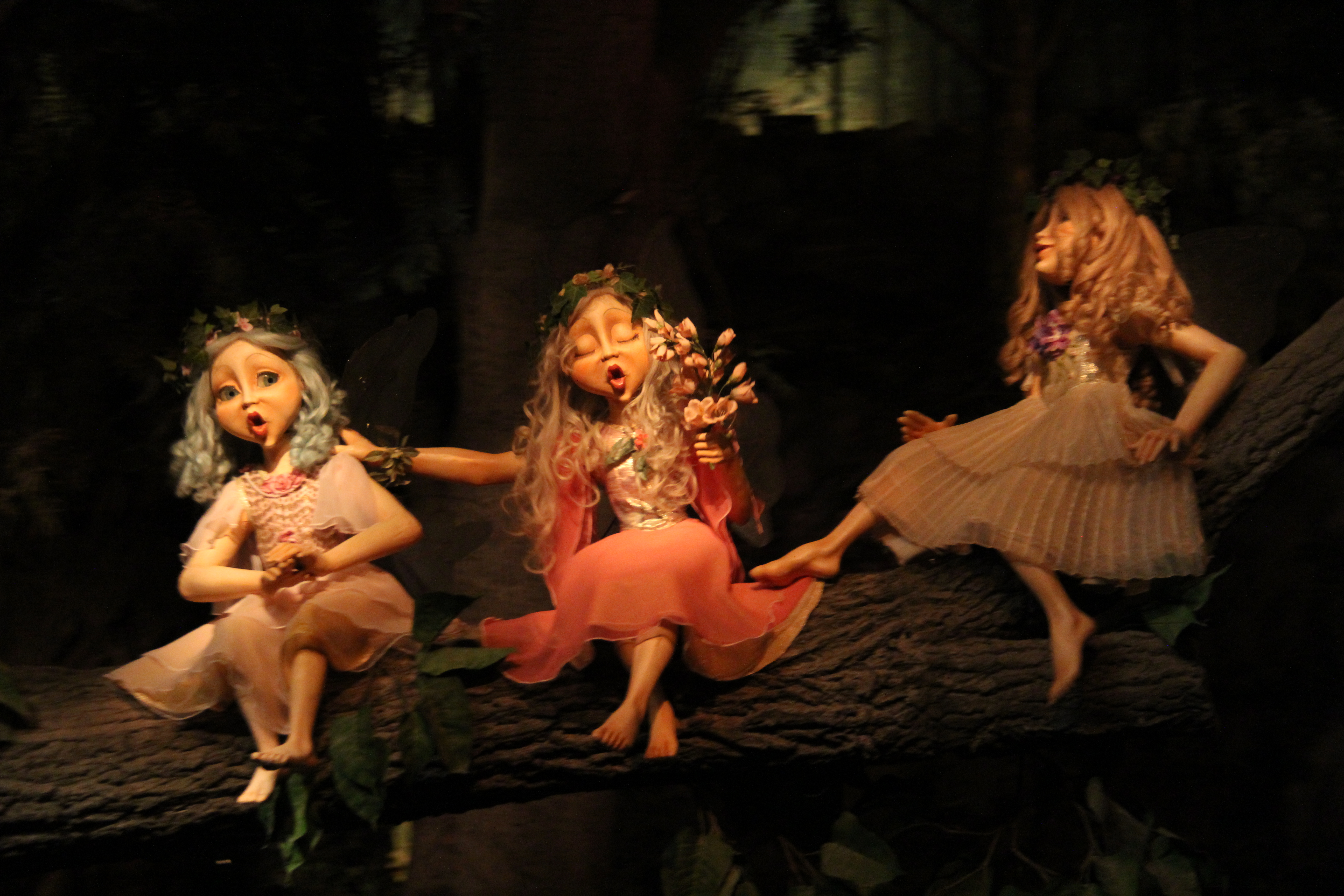
Droomvlucht
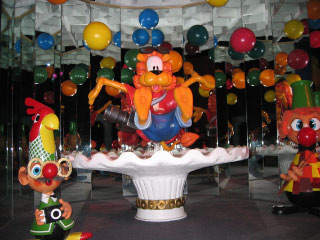
Carnaval Festival
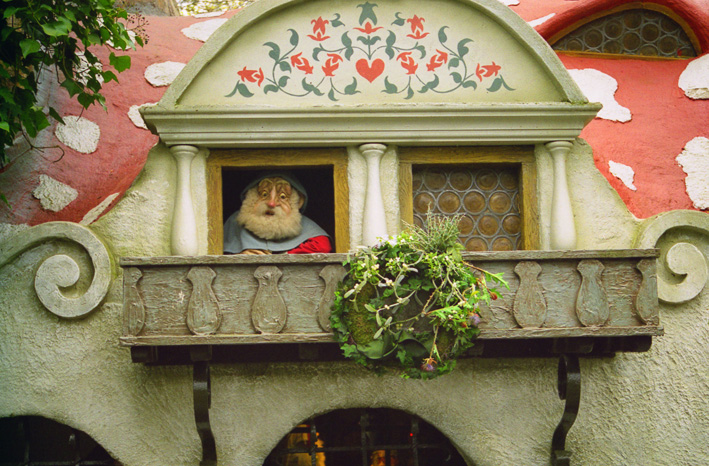
Sprookjesbos
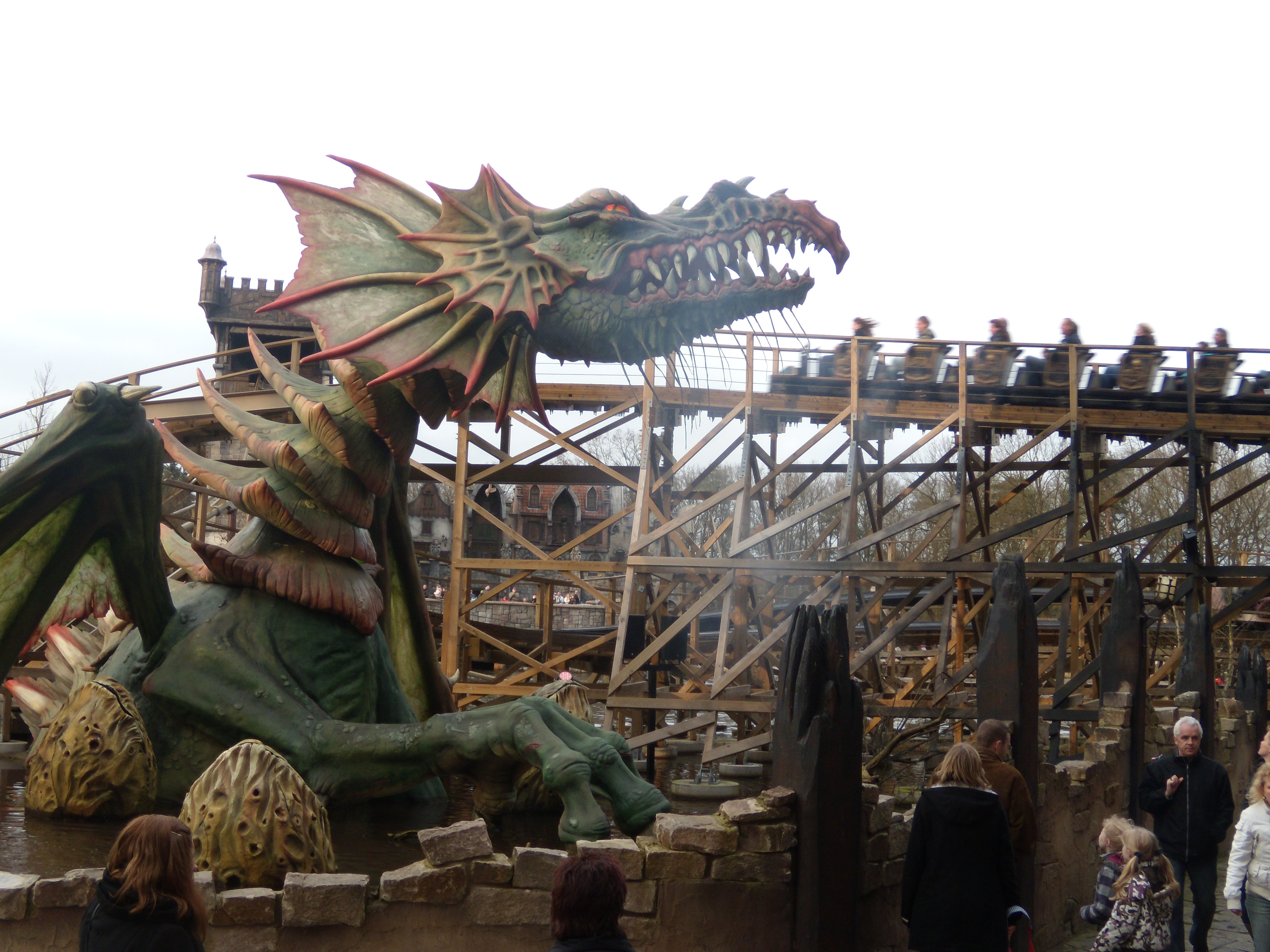
Joris en de Draak
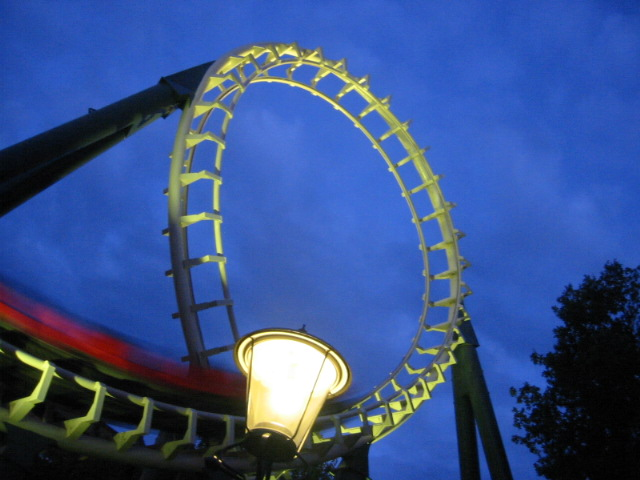
Python
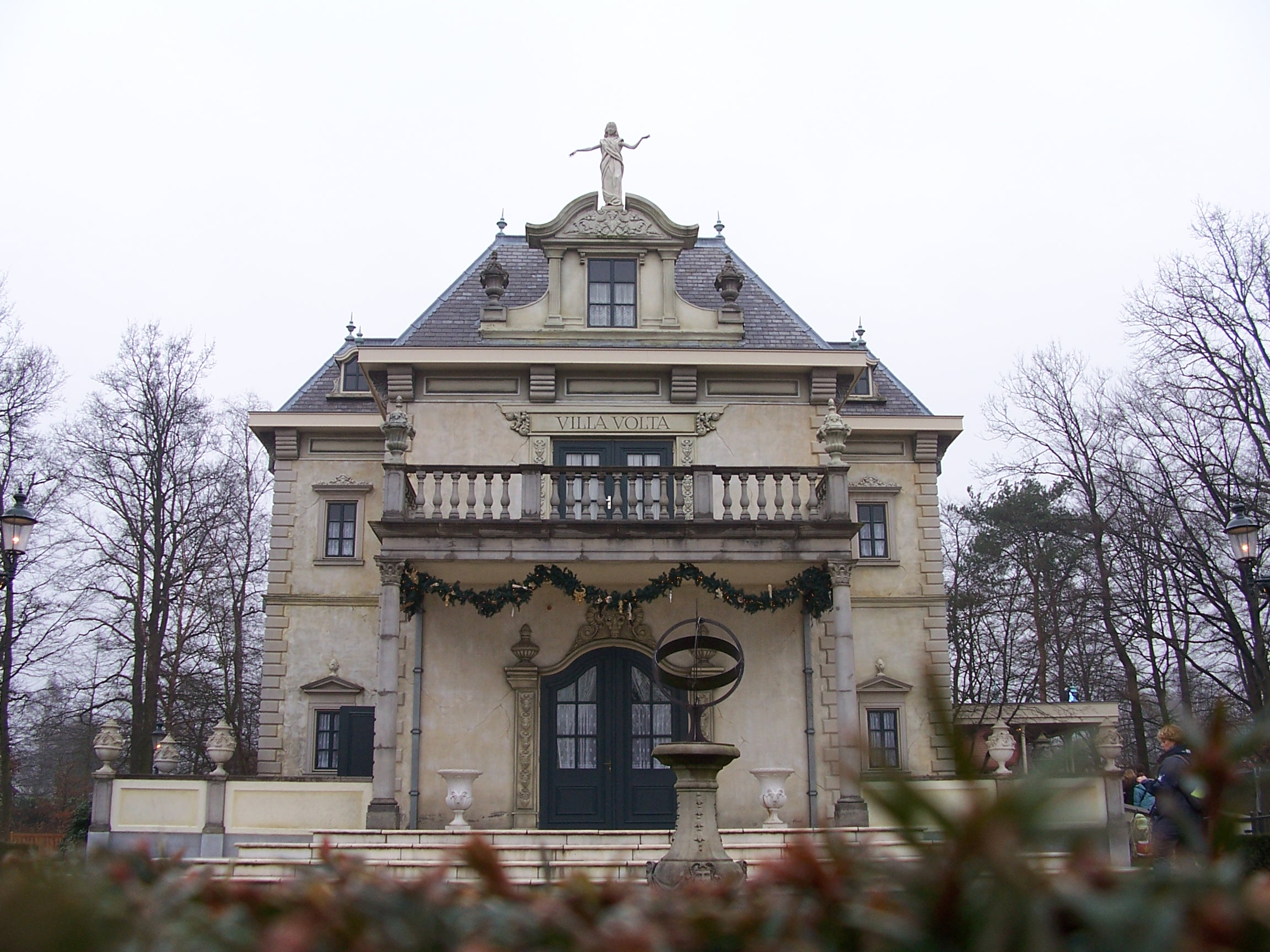
Villa Volta
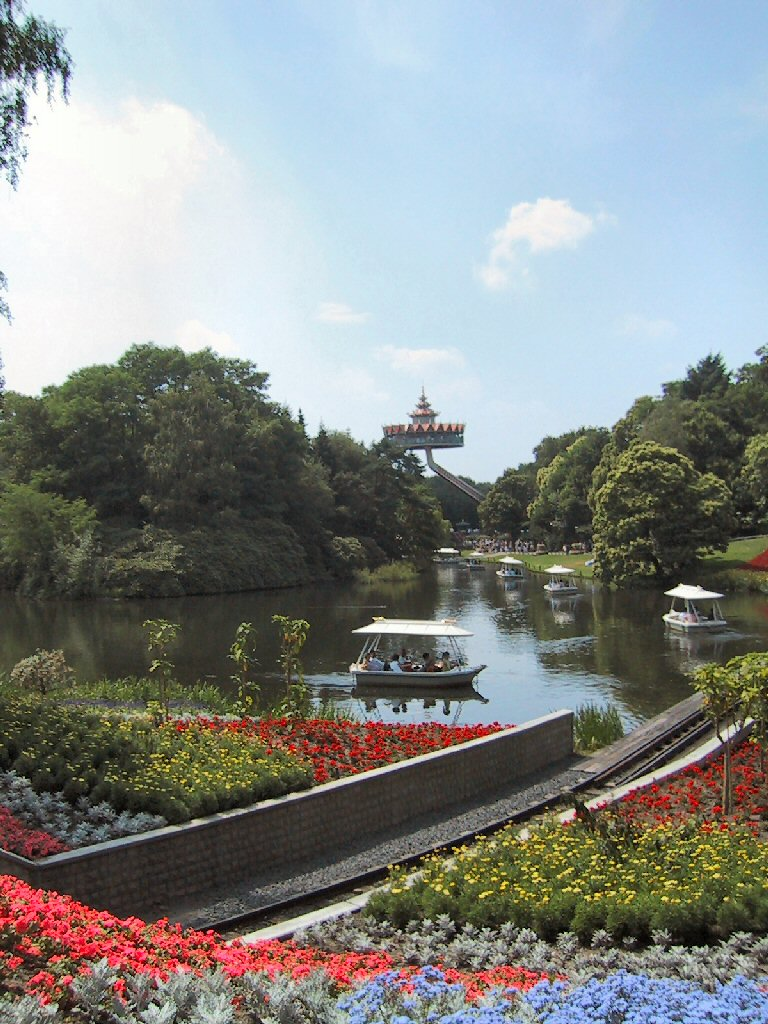
Gondoletta y Pagode